# Васильев, Николай Николаевич (комбайнёр)
Николай Николаевич Васильев (18 мая 1910 год, посёлок Остроленский — 27 мая 1978 год, там же) — комбайнёр Остроленской МТС Нагайбакского района Челябинской области. Герой Социалистического Труда (1952).

## Биография
Родился в 1910 году в крестьянской нагайбакской семье в посёлке Остроленский.
После окончания начальной школы работал в хозяйстве родителей. В 1929 году вступил в колхоз «12 лет Октября», потом работал на Остроленской МТС.
С 1932 по 1934 год проходил срочную службу в Красной Армии.
С 1934 года работал в совхозе «Гумбейский» и с 1936 года — бригадир-комбайнёр Остроленской МТС.
В 1951 году намолотил 8087 центнеров зерновых и масличных культур и 85 центнеров семян технических культур. Указом Президиума Верховного Совета СССР от 5 августа 1952 года удостоен звания Героя Социалистического Труда с вручением ордена Ленина и золотой медали «Серп и Молот».
Неоднократно участвовал во Всесоюзной выставке ВДНХ в Москве.
Скончался в 1978 году в родном посёлке. Похоронен на кладбище посёлка Остроленский.

## Награды
- Герой Социалистического Труда — указом Президиума Верховного Совета СССР от 5 августа 1952 года
- Орден Ленина — дважды (1952, 1957)